# Sveriges Energi
Sveriges Energi AB, av företaget skrivet SverigesEnergi AB, är ett elhandelsbolag som ingår i den norska koncernen Hafslund ASA och som etablerades 2012 på den svenska marknaden. SverigesEnergi är ett systerbolag till Hafslunds norska motsvarighet Norges Energi.
Bolaget tog 2014 över Energibolaget i Sverige.